# Gran Premio de Suecia
El Gran Premio de Suecia fue una carrera válida para el campeonato mundial automovilístico de Fórmula 1 entre 1973 y 1978. Se disputó en el Scandinavian Raceway en Anderstorp, Provincia de Jönköping, Suecia.
En el primer Gran Premio de Suecia, el héroe local, Ronnie Peterson estuvo cerca de ganar la carrera para Lotus, pero un pinchazo en la última vuelta y debió ceder la victoria al neozelandés Denny Hulme. Esta es la mejor posición que logró un sueco en esta carrera. La desaparición de Peterson y de Gunnar Nilsson contribuyeron a alejar a la Fórmula 1 de Suecia.

## Ganadores
Los eventos que no han formado parte del Campeonato Mundial de Fórmula 1 están señalados con un fondo en color rosado.
| Año         | Piloto                        | Constructores      | Circuito      | Resultados    |
| ----------- | ----------------------------- | ------------------ | ------------- | ------------- |
| 1933        | Antonio Brivio                | Alfa Romeo         | Norra Vram    |               |
| 1934 - 1948 | No se disputó                 | No se disputó      | No se disputó | No se disputó |
| 1949        | Birabongse B.                 | Maserati           | Skarpnäck     |               |
| 1950 - 1954 | No se disputó                 | No se disputó      | No se disputó | No se disputó |
| 1955        | Juan Manuel Fangio            | Mercedes-Benz      | Råbelövsbanan |               |
| 1956        | Phil Hill Maurice Trintignant | Ferrari            | Råbelövsbanan |               |
| 1957        | Jean Behra Stirling Moss      | Maserati           | Råbelövsbanan |               |
| 1958 - 1966 | No se disputó                 | No se disputó      | No se disputó | No se disputó |
| 1967        | Jackie Stewart                | Matra-Cosworth     | Karlskoga     |               |
| 1968 - 1972 | No se disputó                 | No se disputó      | No se disputó | No se disputó |
| 1973        | Denny Hulme                   | McLaren-Ford       | Anderstorp    | Resultados    |
| 1974        | Jody Scheckter                | Tyrrell-Ford       | Anderstorp    | Resultados    |
| 1975        | Niki Lauda                    | Ferrari            | Anderstorp    | Resultados    |
| 1976        | Jody Scheckter                | Tyrrell-Ford       | Anderstorp    | Resultados    |
| 1977        | Jacques Laffite               | Ligier-Matra       | Anderstorp    | Resultados    |
| 1978        | Niki Lauda                    | Brabham-Alfa Romeo | Anderstorp    | Resultados    |